# 佐藤美一
佐藤 美一（さとう びいち、1977年9月22日 - ）は、日本の男性声優、舞台俳優。神奈川県出身。アプトプロ所属。

## 人物
2025年3月31日、同日付でオフィスPACが事業停止したことに伴い、翌4月1日付でアプトプロに移籍。
趣味は麻雀。

## 出演
太字はメインキャラクター。

### テレビアニメ
2006年
- 結界師（2006年 - 2007年、夜未の親族、不良、妖）

2007年
- 古代王者 恐竜キング Dキッズ・アドベンチャー（2007年 - 2008年、ロジャー・オハラ 他） - 2シリーズ
- 獣神演武 -HERO TALES-（青龍党員、蘭陽）
- 神霊狩/GHOST HOUND（大矢栄一）

2008年
- 喰霊-零-（隊長）
- 機動戦士ガンダム00 セカンドシーズン（マハル支部長）
- 鉄のラインバレル（ジャック・スミス）
- ゴルゴ13（アレックス）
- 屍姫 赫（ヤクザ、若者）
- ストライクウィッチーズ（医者）
- 隠の王（見張り）
- 名探偵コナン（2008年 - 2021年、スタッフ、ジェフ、警官、名和武朗、高梨昇、小谷安信、原島常貴、笹野修司）
- モノクローム・ファクター（ボクシング部員）

2009年
- うちの3姉妹（ウェイター）
- 空を見上げる少女の瞳に映る世界（魔導士B、グライ）
- 鋼の錬金術師 FULLMETAL ALCHEMIST（2009年 - 2010年、ハイマンス・ブレダ）
- はじめの一歩 New Challenger
- RIDEBACK -ライドバック-（警官、GGP兵）

2010年
- ケシカスくん（黒板消し、先生）
- COBRA THE ANIMATION（アナウンス）
- スティッチ! 〜いたずらエイリアンの大冒険〜（研究員B）
- RAINBOW-二舎六房の七人-（看守、父親）

2011年
- ダンボール戦機（赤の部隊・隊長、赤の隊員）
- ブレイド（シマロン）

2012年
- ギルティクラウン（官僚）
- 黒子のバスケ（木村信介）
- ダンボール戦機W（ハリー）
- デュエル・マスターズ ビクトリーV（ラオウ極丸 他）

2018年
- パズドラ（2018年 - 2024年、コミッショナー）

2019年 
- この世の果てで恋を唄う少女YU-NO（バズク）

2021年
- デュエル・マスターズ キング シリーズ（2021年 - 2022年、マスオ部長、極世接続 G.O.D.Z.A.、教頭） - 2シリーズ

2022年
- 名探偵コナン ゼロの日常（風見の部下）
- マブラヴ オルタネイティヴ（国連軍衛士）

### 劇場アニメ
2006年
- アタゴオルは猫の森（そば屋）
- ブレイブ・ストーリー

2009年
- 天上人とアクト人最後の戦い（グライ）

2011年
- 鋼の錬金術師 嘆きの丘の聖なる星（ハイマンス・ブレダ）

2012年
- マジック・ツリーハウス（海賊）

2016年
- 名探偵コナン 純黒の悪夢（公安）

2019年
- LUPIN THE IIIRD 峰不二子の嘘（ラルク）

2022年
- 名探偵コナン ハロウィンの花嫁（公安B）
- THE FIRST SLAM DUNK（不良A）

### OVA
- To LOVEる -とらぶる- OVA（2008年、不良）
- 鋼の錬金術師 FULLMETAL ALCHEMIST DVD 第9巻 映像特典『師匠物語』/『師匠初恋物語』（2010年、ブリッグズ兵A）

### Webアニメ
- 日本沈没2020（2020年、男性）

### ゲーム
2009年
- イナズマイレブン2 脅威の侵略者 ファイア/ブリザード（イオ）
- 鋼の錬金術師 FULLMETAL ALCHEMIST（2009年 - 2022年、ハイマンス・ブレダ） - 3作品
- ファイナルファンタジーXIII（ガドー）

2011年
- 彼女は高天に祈らない-quantum girlfriend-（雨乃稚彦）
- ファイナルファンタジーXIII-2（ガドー）

2012年
- 黒子のバスケ（2012年 - 2015年、木村信介） - 3作品

2013年
- 逆転裁判5（番轟三、美葉院秀一）
- ダンボール戦機ウォーズ（赤星カンジ）

2017年
- この世の果てで恋を唄う少女YU-NO（収容所所長）

2020年
- ファイナルファンタジーVII リメイク

2021年
- BALAN WONDERWORLD（ホセ・ガリアルド）

2024年
- ファイナルファンタジーVII リバース

### ドラマCD
- 逆転裁判5 〜逆転のアニマルサーカス!?〜（番轟三）
- ドラマCD テイルズ オブ ジ アビス（村人）

### 吹き替え

#### 担当俳優
ケン・レオン
- オールド（ジャリン）
- PERSON of INTEREST 犯罪予知ユニット シーズン2 #7（レオン・タオ）
- LOST（マイルズ・ストローメ）

#### 映画
- アルティメット2 マッスル・ネバー・ダイ
- エントラップメント ※テレビ東京版
- クイア・ダック ザ・ムービー（フランク売り〈マーク・ハミル〉）
- グローリー・ロード
- ゲット スマート（CIAエージェント2〈ケヴィン・ニーロン〉）※テレビ朝日版
- 光州5・18（ヨンデ〈パク・ウォンサン〉）
- コンスタンティン ※テレビ朝日版
- 三銃士/王妃の首飾りとダ・ヴィンチの飛行船 ※テレビ朝日版
- 16ブロック ※ソフト版
- シャーロック・ホームズ ※テレビ朝日版
- ショウタイム
- スーパーマン2
- スカイ・ファイター（ライアン〈ジェラルド・ウェブ〉）
- スターダスト（ハンフリー〈ヘンリー・カヴィ〉）
- スモーキング・ハイ
- 千年医師物語〜ペルシアの彼方へ〜
- ソウ2
- タイフーン/TYPHOON ※ソフト版
- TUBE
- 沈黙のステルス
- ディセンダント2（ハリー〈トーマス・ドハティ〉）
- ディセンダント3（ハリー〈トーマス・ドハティ〉）
- デス・プルーフ in グラインドハウス
- トゥルー・クライム ※テレビ版
- トランスフォーマー/リベンジ
- トランスポーター3 アンリミテッド
- ドレスデン、運命の日
- 9デイズ（マネキンを運ぶ男）※フジテレビ版
- バイオハザードIII ※テレビ朝日版
- バビロンZ（ジョー〈ユストゥス・ベックマン〉）
- ビッグママ・ハウス2（ボブ〈ウィリアム・ラグズデール〉）
- ブーリン家の姉妹 ※ソフト版
- ファイヤーウォール（ボブ）※テレビ朝日版
- ホワイトアウト
- Magnificen Desolation
- ユナイテッド93 ※テレビ東京版
- 雷神-RAIJIN-
- ライフイズラフ
- ラッシュ/プライドと友情（イタリア男1）
- リベンジ・フォー・ジョリー 愛犬のために撃て!（ハリー・デニス〈 ブライアン・ペトソス〉）
- 臨死（マーカス・ボヘム〈アレックス・オロックリン〉）
- ルパン三世（ロイヤル〈タナーヨング・ウォンタクーン〉）
- レオン（ウィリー・ブラッド〈ウィリー・ワン・ブラッド〉）※完全版新録
- RED/レッド
- 恋愛ルーキーズ
- ロキシー（コーデル〈ジェイソン・ミッチェル〉）
- ロッキー・ザ・ファイナル
- ROCK YOU! ※日本テレビ版
- ワールド・トランスポーター 悪女の罠
- ワイルド・スピード MAX ※テレビ朝日版

#### ドラマ
- iCarly
- ER緊急救命室
  - シーズン11 #19（ゲリー）
  - シーズン13 #4（監督〈ロッキー・ルッソ〉）、#22（アダムス〈エドワード・ブランシエリ〉）
- イージー（トム）
- イカゲーム
- エコモダ〜愛と情熱の社長室
- エデンの東
- 気分はぐるぐる #5
- 恐竜SFドラマ プライミーバル
- グッド・ワイフ2
- クリミナル・マインド FBI行動分析課
  - シーズン2 #5（ウィリアム・リー〈ジェイソン・ロンドン〉）
  - シーズン4 #10（プレイボーイ）
  - シーズン6 #19（マット）
  - シーズン7 #11（ハーヴェイ）
- クリミナル・マインド 特命捜査班レッドセル #7（犯人）
- ゴースト 〜天国からのささやき #1（ミッチ・モレノ）
- コールドケース2
- ザ・ロッジ（ショーン・マシューズ〈トーマス・ドハーティ〉）
- CSI:ニューヨーク3
- シドニーとがんばりマックス（マックス）
- SHERLOCK（シャーロック）
- 女王ヴィクトリア 愛に生きる（ロシア皇太子）
- ダークエイジ・ロマン 大聖堂
- 高い城の男（フランク・フリンク〈ルパート・エヴァンス〉）
- ダメージ（アンドリュー）
- チャームド 〜魔女3姉妹〜（ヘンリー）
- 超能力ファミリー サンダーマン
- デイ・アフターZ（ヴァレーラ〈セルゲイ・ゴージン〉）
- デクスター 〜警察官は殺人鬼（ヴィンス・マスオカ〈C・S・リー〉）
- テラノバ/Terra Nova
- ハーパーズ・アイランド 惨劇の島
- HAWAII FIVE-0
  - シーズン1 #7（グラハム・ウィルソン〈アダム・ビーチ〉）
  - シーズン4 #5（ビリー・ハリントン〈ジャスティン・ブリューニング〉）
- フランスでは有名人（ショーン、入管職員）
- ブルース・リー伝説（木村）
- 弁護士イーライのふしぎな日常（マット・ダウド〈サム・ジェーガー〉）
- マーベル・シネマティック・ユニバース
  - エージェント・オブ・シールド（マイク・ピーターソン / デスロック〈J・オーガスト・リチャーズ〉）
  - ファルコン&ウィンター・ソルジャー（ネイゲル[14]）
- 名探偵モンク
  - シーズン3 #10
  - シーズン6 #13
  - シーズン7 #2
- ヤング・スーパーマン シーズン7
- リバーデイル（マイルズ・マッコイ）
- レバレッジ 〜詐欺師たちの流儀
- レ・ミゼラブル（ブラシュベル）
- 私はラブ・リーガル

#### アニメ
- アルティメット・スパイダーマン（サンドマン）
- カンフー・パンダ
- クイア・ダック ザ・ムービー
- シュガー・ラッシュ（カノウ[15]）
- ジョン・ヘンリー（ジョン・ヘンリー）
- チャギントン
- トロールズ（ロック）
- バッドガイズシリーズ（シャーク）
  - バッドガイズ: めっちゃバッドなクリスマス!?
  - バッドガイズ: 身の毛もよだつ大強盗[16]
- ブーンドックス
- プレーンズ2/ファイアー&レスキュー（キャビー）
- マダガスカル2

### ボイスオーバー
- 現代の脅威
- 古代をめぐる冒険
- 大日本帝国軍
- 特集第二次世界大戦
- ホワイト・ヘルメット -シリアの民間防衛隊-（アブ・バジル）
- 迷宮事件ファイル

### CM
- 日清焼そばU.F.O.「宇宙飛行士 出発篇/交信篇」（ジョン）

### 舞台
- アップルトゥリー
- アルジャーノンに花束を
- 僕の東京日記
- ランフォー・ユア・ワイフ

### その他コンテンツ
- 大成建設・ミャンマー篇

### シリーズ一覧
1. ↑  第1期（2007年 - 2008年）、第2期『翼竜伝説』（2008年）
2. ↑  第2期『キング！』（2021年 - 2022年）、第3期『キングMAX』（2022年）
3. ↑  『暁の王子』『黄昏の少女』（2009年）、『MOBILE』[8]（2022年）
4. ↑  『キセキの試合』（2012年）、『勝利へのキセキ』（2014年）、『未来へのキズナ』（2015年）